# Source Sans 3
Source Sans 3（ソース・サンズ・３）は、アドビのポール・D・ハントが製作したサンセリフ書体である。アドビが初めてリリースしたオープンソースフォントでありSIL Open Font Licenseで配布されている。

## 特徴
この書体はモーリス・フラー・ベントンによるアメリカン・タイプ・ファウンダースのゴシック体を参考にしている。現在、立体・斜体文字それぞれエクストラライトからブラックに至るまで六つのウェイトがある。東西ヨーロッパ言語、ベトナム語、中国語の拼音ローマ字、ナバホ語といった幅広い言語をラテン文字で表示できる。